# De Goejegebergte
Het De Goejegebergte is een gebergte in Suriname. Het is vernoemd naar de cartograaf en antropoloog Claudius Henricus de Goeje.
De Goejegebergte bereikt zijn hoogste punt op 658 meter.

## Goudconcessies
In 1995 zocht de Canadese goudmijnonderneming Golden Star Resources naar goud in dit gebergte en huurde hiervoor inheemsen van het Wayana-volk uit Kawemhakan in. Toen Brazilianen commercieel te winnen goud vonden in Antino, een half uur stroomafwaarts in de buurt van Benzdorp, verplaatsten de Canadezen hun werkzaamheden naar Antino, waardoor de Wayana's zonder werk kwamen te zitten.
De concessierechten gingen in 1996 over naar het NaNa Resources, een bedrijf van de neven Henk en Harvey Naarendorp. Het ging om twee exploratieconcessies van bij elkaar 68.050 hectare groot en omvatte het gehele leefgebied van de Wayana's aan Surinaamse zijde. In deze jaren raakten Wayana's en NaNa Resources geregeld met elkaar in conflict.